# Renji Abarai
Renji Abarai (jap. 阿散井恋次 Abarai Renji) – jedna z głównych postaci mangi i anime Bleach. Jest zastępcą dowódcy 6 dywizji. Ma czerwone (szkarłatne) włosy, zwykle upięte w koński ogon. Całe ciało pokryte ma tatuażami. Lubi taiyaki i nie lubi ostrej żywności.

## Historia
Renji pochodzi z 78 okręgu Rukongai. Wychowywał się tam jako sierota i żeby przetrwać kradł z kolegami wodę (podstawowa żywność istoty składającej się tylko z reiatsu[energia duchowa]). Pewnego dnia spotkał Rukię, która mu pomogła w kradzieży. Zaprzyjaźnili się i odkryli, że dysponują siłami duchowymi. Z czasem, aby wieść lepsze życie, postanowili zostać shinigami.
Renji dostał się do najlepszej klasy w akademii shinigami. Bardzo dobrze radził sobie z mieczem, lecz miał problemy z Kidou. Gdy Rukia została adoptowana przez rodzinę Kuchiki ich kontakty zanikły. Po ukończeniu akademii, Renji trafił do 5 a następnie do 11 dywizji, lecz ostatecznie został zastępcą dowódcy 6 dywizji.

## Zanpakutō
Zanpakutou Renji'ego nazywa się Zabimaru (蛇尾丸, lit. Ogon Węża). Ma on postać Nue (鵺 – pawian z ogonem węża). Zabimaru kocha walkę tak jak i jego właściciel.

### Shikai
Shikai Renji'ego  polega na zmianie kształtu katany. Przywołuje je słowami: Hoero, Zabimaru! (咆えろ, 蛇尾丸 -Zawyj, Zabimaru). Dzieli się ona na segmenty – każdy zakończony poprzecznym ostrzem. Poszczególne segmenty są połączone ze sobą, tak więc Renji może manipulować jego długością. W tej formie Renji mógł sukcesywnie wykonać maksymalnie 3 ataki zmieniające długość ostrza.Lecz w środku fabuły może go używać wiele razy.

### Bankai
Bankai Zabimaru to Hihi Ou Zabimaru (狒狒王蛇尾丸 – Król Pawianów Zabimaru). Jego Bankai kształtem przypomina szkielet olbrzymiego węża. Jest dużo silniejszy, poszczególne segmenty są połączone za pomocą reiatsu. Dodatkowym atakiem Zabimaru w tej formie jest Hikotsu Taihou (狒骨大砲 – „działo pawianich kości”) czyli wystrzelenie „ustami” bardzo silnego pocisku reiatsu. Wadą Hihi Ou Zabimaru są powolne ataki.

## Odbiór
W trzecim sondażu popularności postaci Bleacha, przeprowadzonym przez magazyn wydający mangę – Weekly Shōnen Jump, Renji Abarai zajął czwarte miejsce. Opiniotwórczy serwis IGN określił Abaraia jako postać „stylową i fajną”.